# Idris của Libya
Idris, GbE (tiếng Ả Rập: إدريس الأول), (b Muhammad Sayyid Idris bin Muhammad al-Mahdi Senussi 12 tháng 3 năm 1889 - 25 Tháng Năm 1983), là vị vua đầu tiên và duy nhất của Libya, trị vì từ năm 1951 đến năm 1969, và là lãnh đạo của Hồi giáo nhánh Senussi.